# Rugby League State of Origin

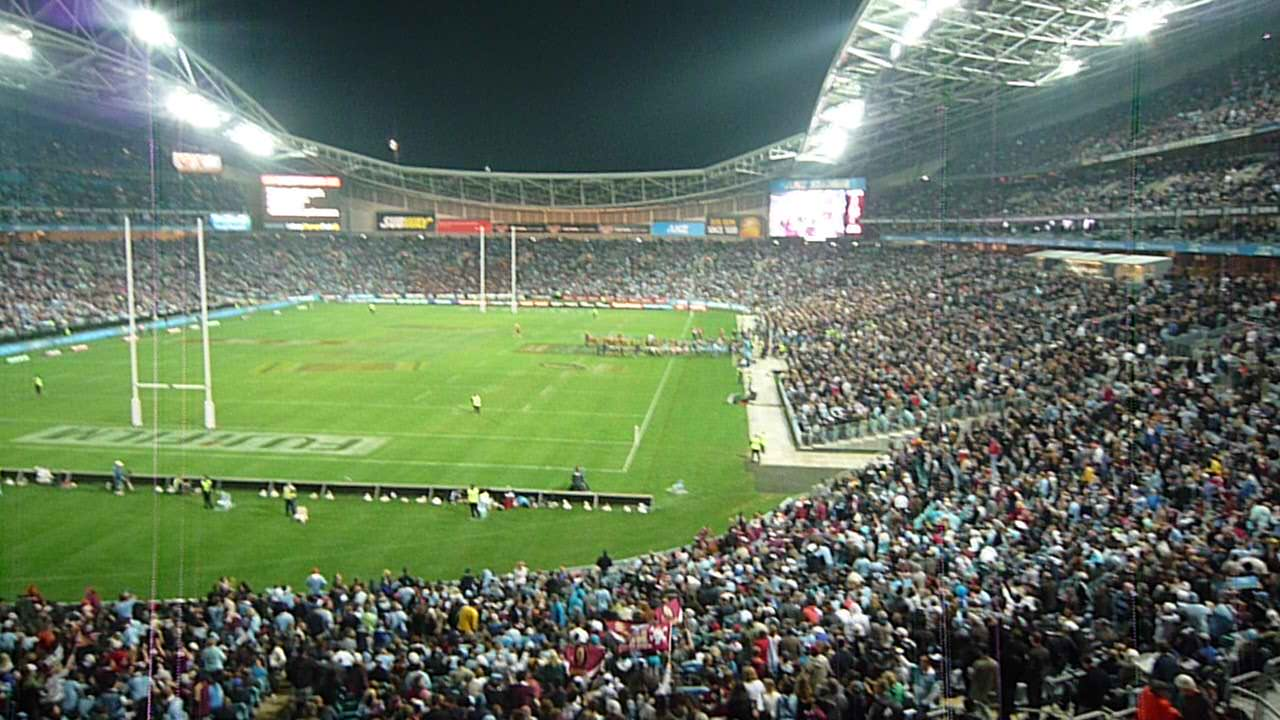
Partida da State of Origin em 2009.

A Rugby League State of Origin é a série de melhor-de-três partidas da National Rugby League (liga australiana de rugby league) disputada entre os Maroons, que representa o estado de Queensland, e os Blues, representando o estado de Nova Gales do Sul. Descrito como "a maior rivalidade do esporte", as partidas atraem uma audiência enorme. Apesar da existência de torneios internacionais e o State of Origin ser uma competição nacional, é frequentemente citado como sendo o jogo de mais alto nível de rugby league em qualquer lugar do mundo.